# Govaert Flinck

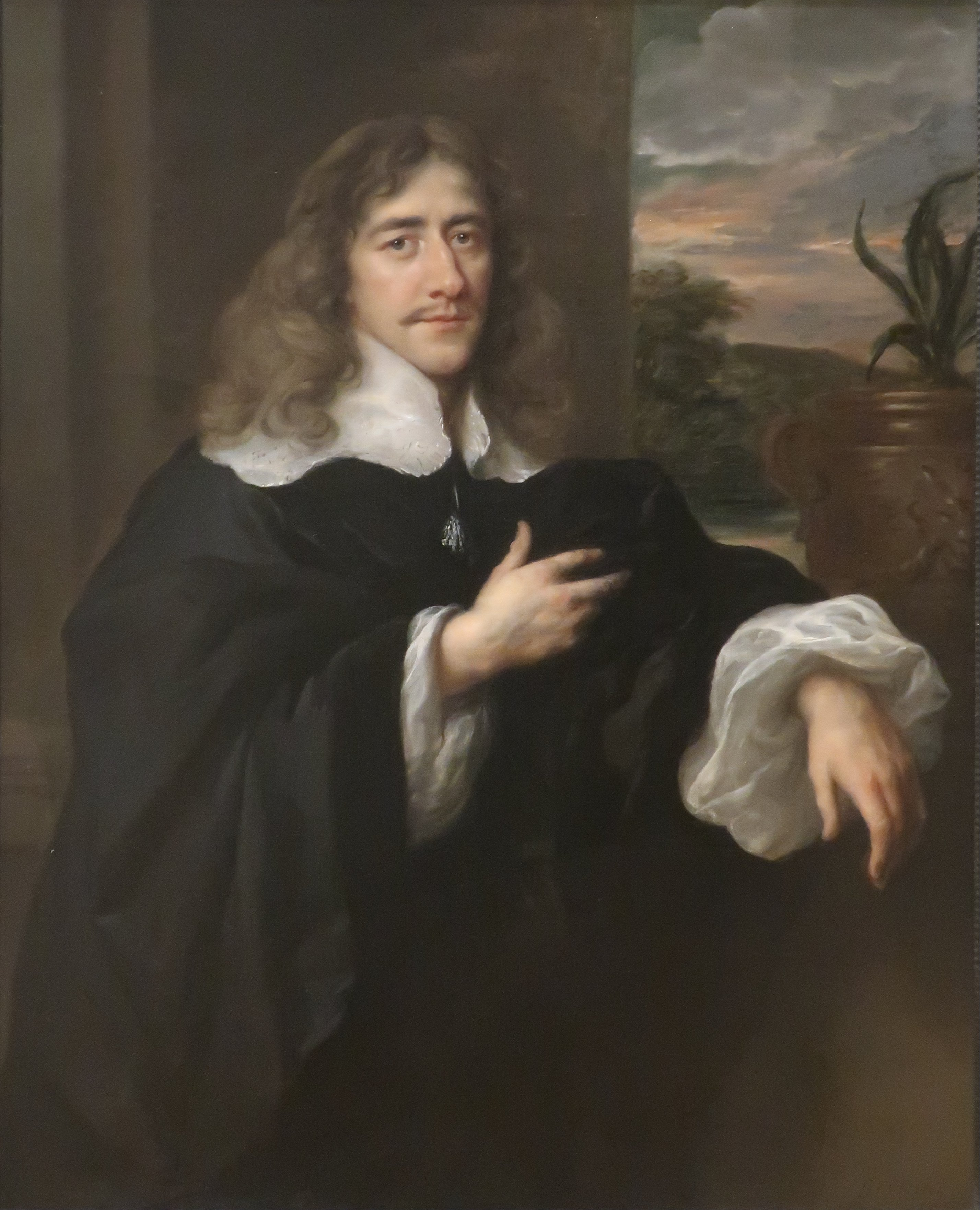
Retrato de Pieter de Graeff

Govert (ou Govaert ) Teuniszoon Flinck (25 de janeiro de 1615 – 2 de fevereiro de 1660) foi um pintor holandês do Século de Ouro dos Países Baixos.
Nascido em Kleve, capital do Ducado de Cleves, então ocupado pelas Províncias Unidas, foi aprendiz de um comerciante de seda pelo seu pai, mas tendo adquirido secretamente uma paixão pela gravura e pelo desenho, foi enviado para Leeuwarden, onde hospedou-se na casa de Lambert Jacobszoon, um menonita, mais conhecido como pregador itinerante do que como pintor.
Aqui Flinck foi acompanhado por Jacob Backer, e a companhia de um jovem determinado como ele a ser um artista apenas confirmou sua paixão pela pintura. Entre os vizinhos de Jacobszon em Leeuwarden estavam os filhos e parentes de Robertus van Uylenburgh, cuja filha Saskia casou-se com Rembrandt em 1634. Outros membros da mesma família viviam em Amsterdã, cultivando as artes profissionalmente ou como amadores. Os alunos de Lambert provavelmente adquiriram algum conhecimento de Rembrandt através de relações com os Ulenburg. Certamente Joachim von Sandrart, que visitou a Holanda em 1637, encontrou Flinck reconhecido como um dos melhores alunos de Rembrandt, e vivia habitualmente na casa do negociante Hendrick van Uylenburgh, em Amsterdã.
Por muitos anos, Flinck trabalhou nos moldes de Rembrandt, seguindo o estilo daquele mestre em todas as obras que executou entre 1636 e 1648. Com aspirações como pintor histórico, porém, ele olhou para as formas inchadas e a grande ação de Peter Paul Rubens, o que levou a muitas encomendas de pintura oficial e diplomática. As relações de Flinck com Cleves tornaram-se muito importantes com o tempo. Ele foi apresentado à corte do Príncipe-eleitor, Frederico Guilherme, Eleitor de Brandemburgo, que possuía o Ducado e que se casou com Luísa Henriqueta de Orange-Nassau em 1646 . Ele obteve o patrocínio de João Maurício de Nassau, que se tornou stadtholder de Cleves em 1649.
Cidadão de Amsterdã em 1652, Flinck casou-se em 1656 com uma herdeira, Sophie van der Houven, filha de um diretor da Companhia Holandesa das Índias Orientais. Flinck já era bem conhecido nos círculos patrícios presididos pelos irmãos Cornelis e Andries de Graeff e pelo vereador Jan Six; ele mantinha intimidade com o poeta Joost van den Vondel e o tesoureiro Johannes Uitenbogaard. Em sua casa, adornada com moldes da Antiguidade, trajes e uma nobre coleção de gravuras, recebia frequentemente o Estatuder John Maurice, cujo retrato ainda se conserva na obra do erudito Gaspar Barléu. Flinck morreu em Amsterdã em 2 de fevereiro de 1660.

## Galeria

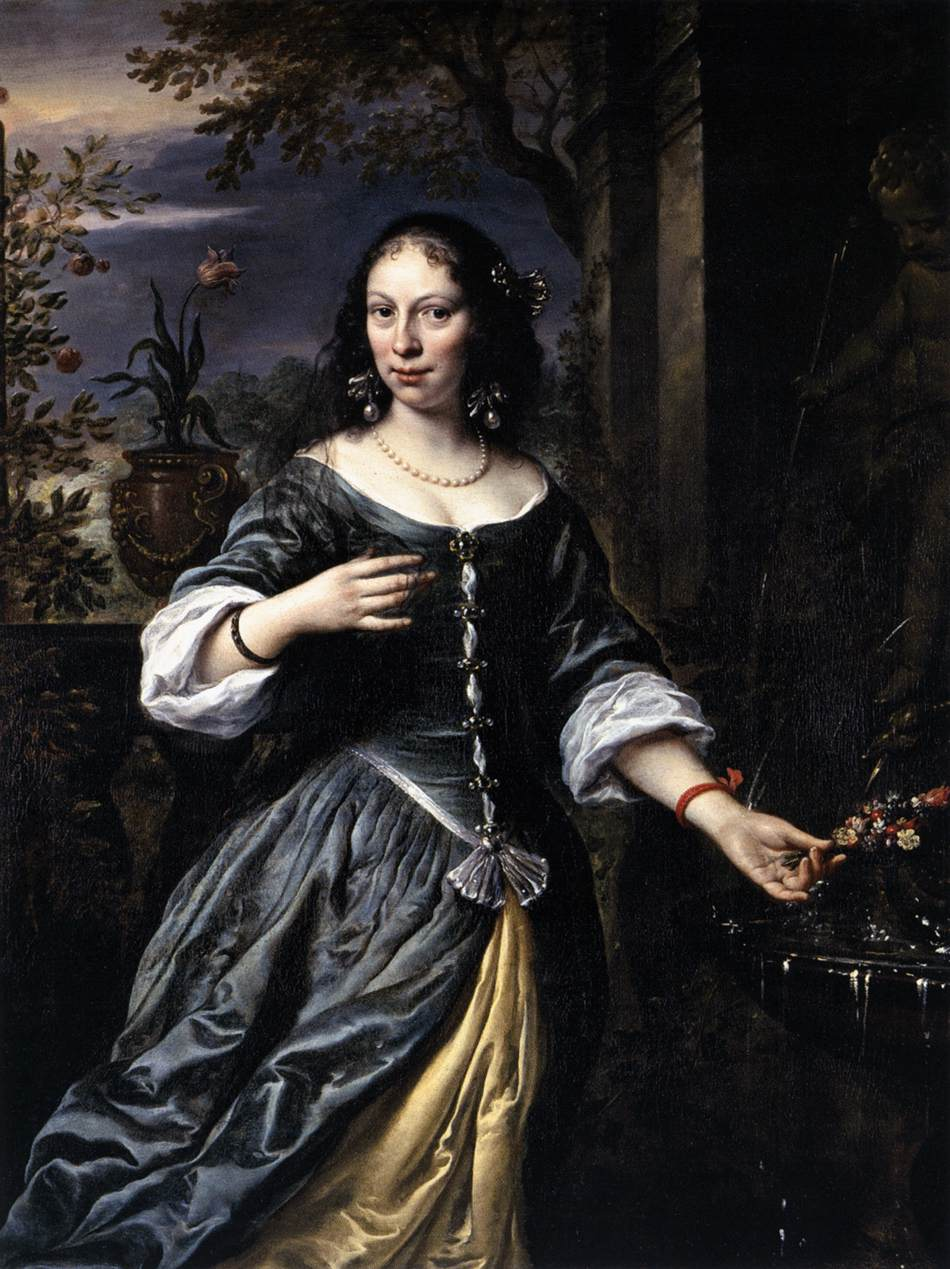
Retrato de Susanna van Baerle (1655)
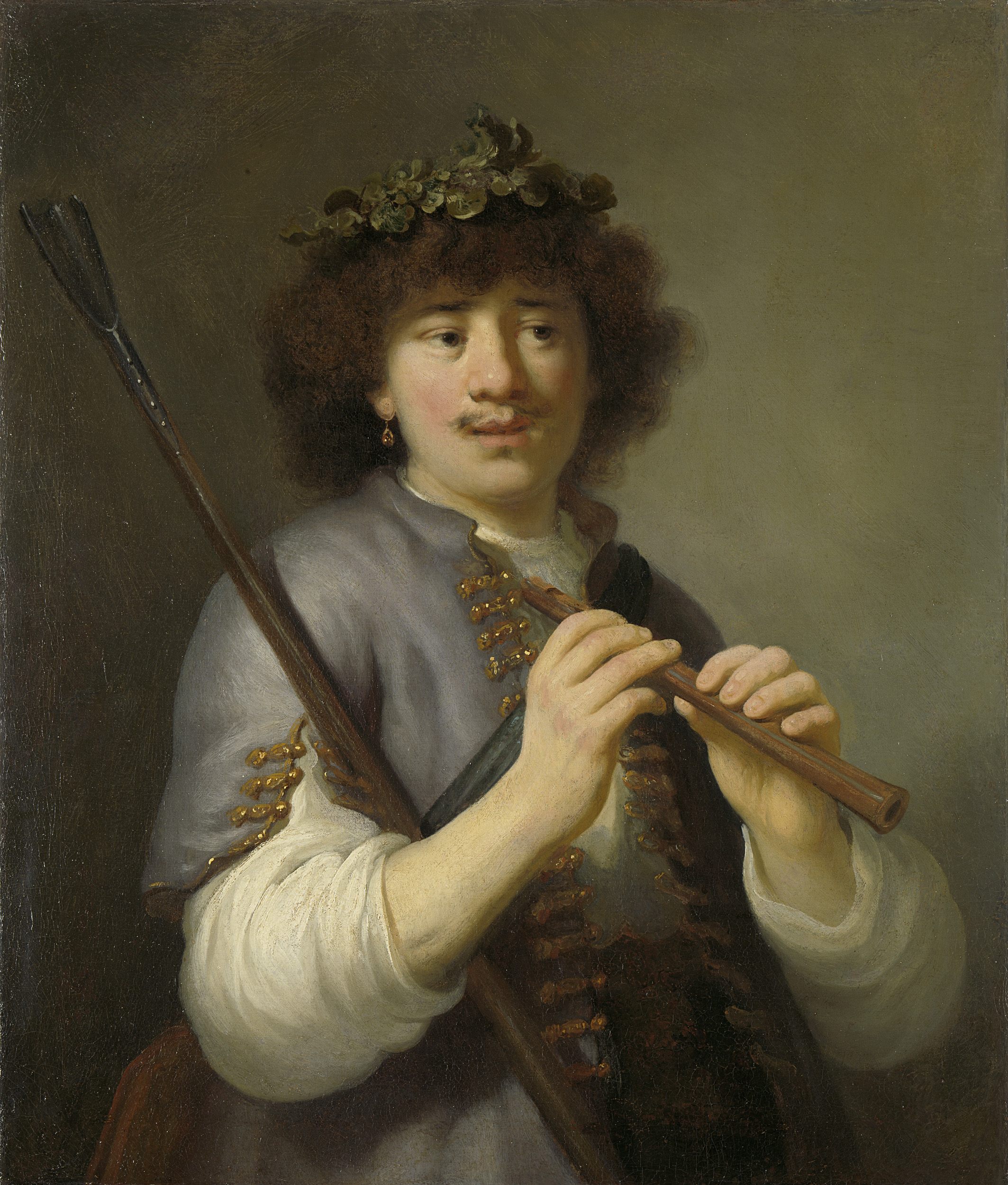
Rembrandt como pastor com flauta
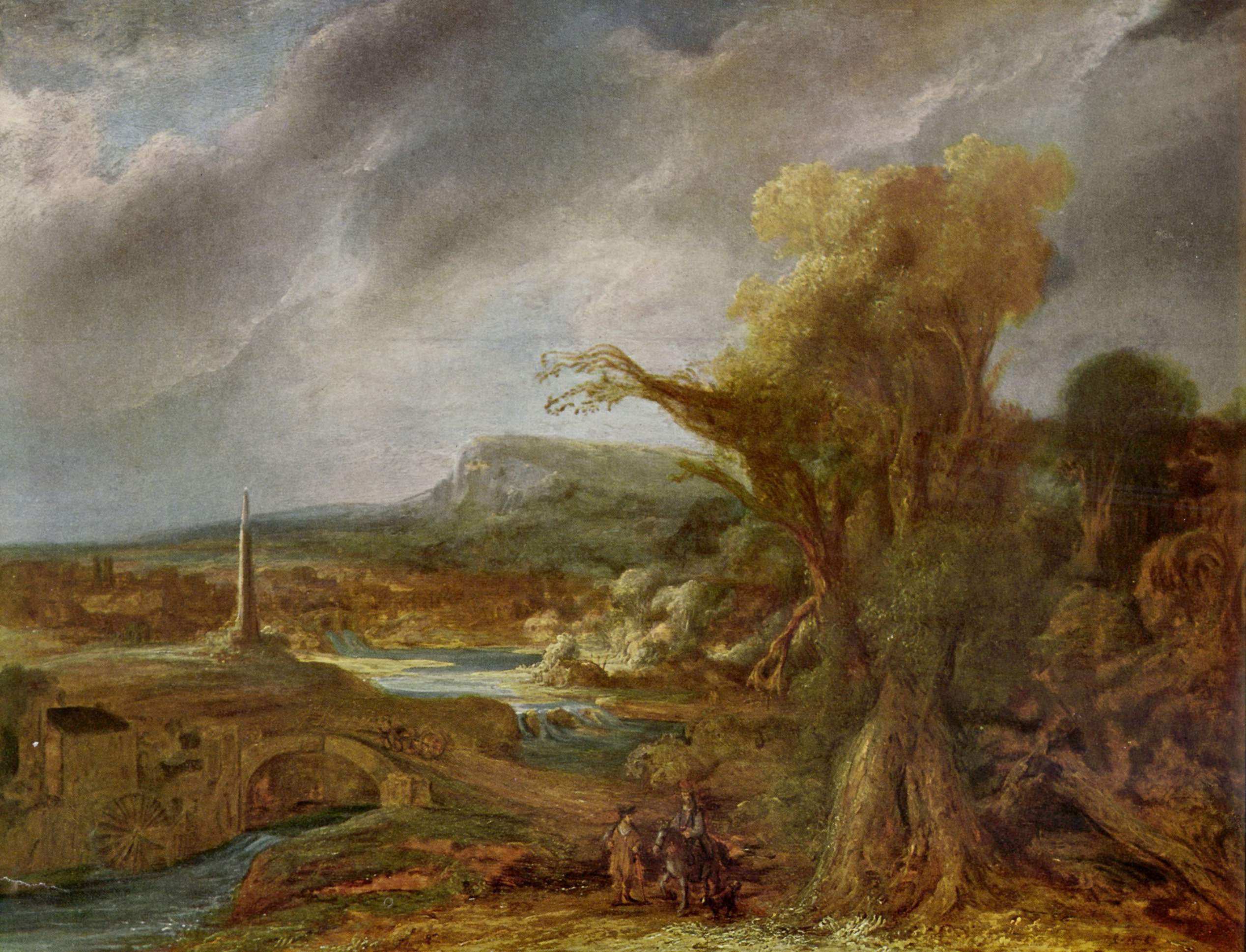
Paisagem com Obelisco.
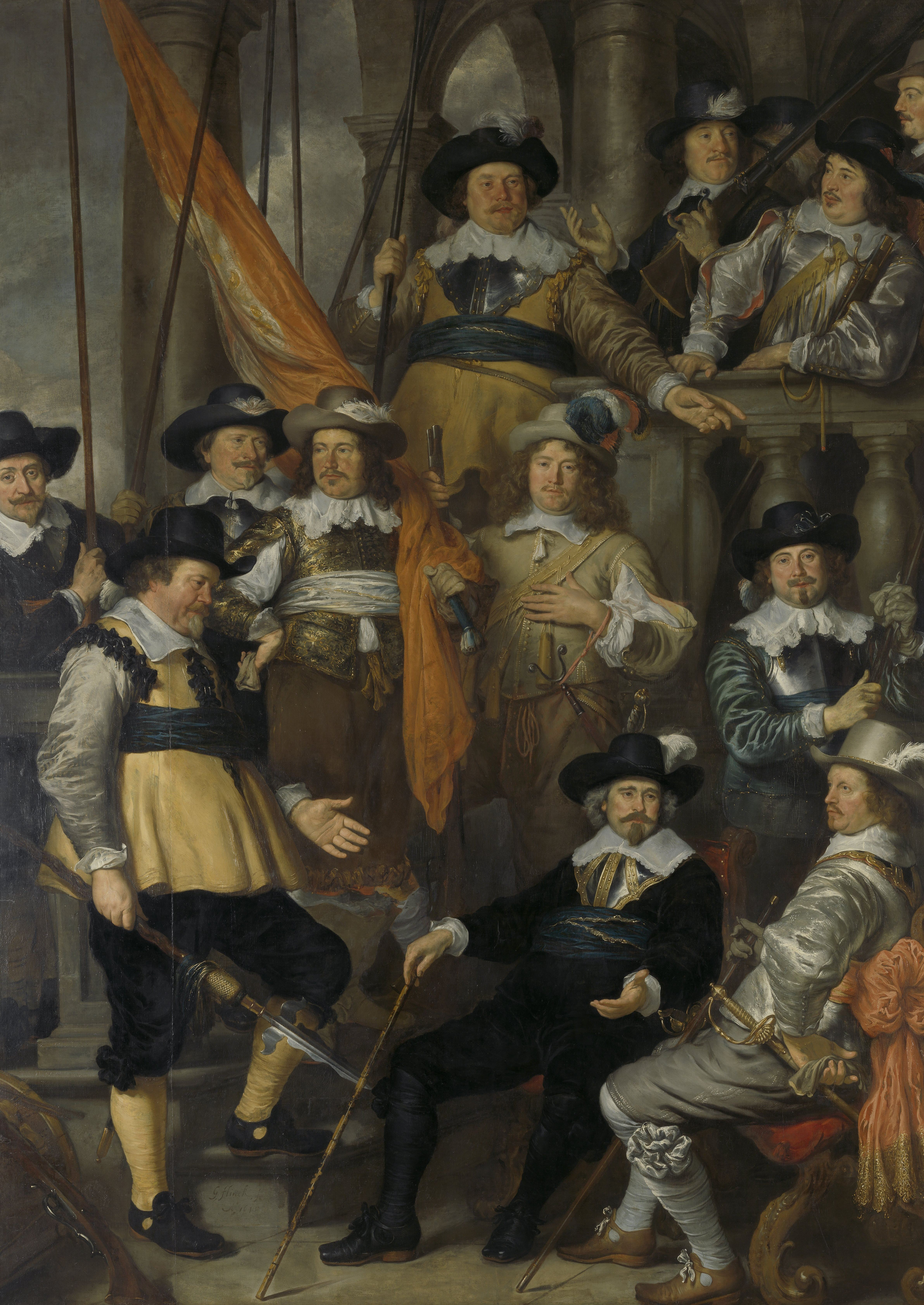
Milícia do Distrito XVIII sob o comando de Captain Albert Bas (1645) (Rijksmuseum, Amsterdam)
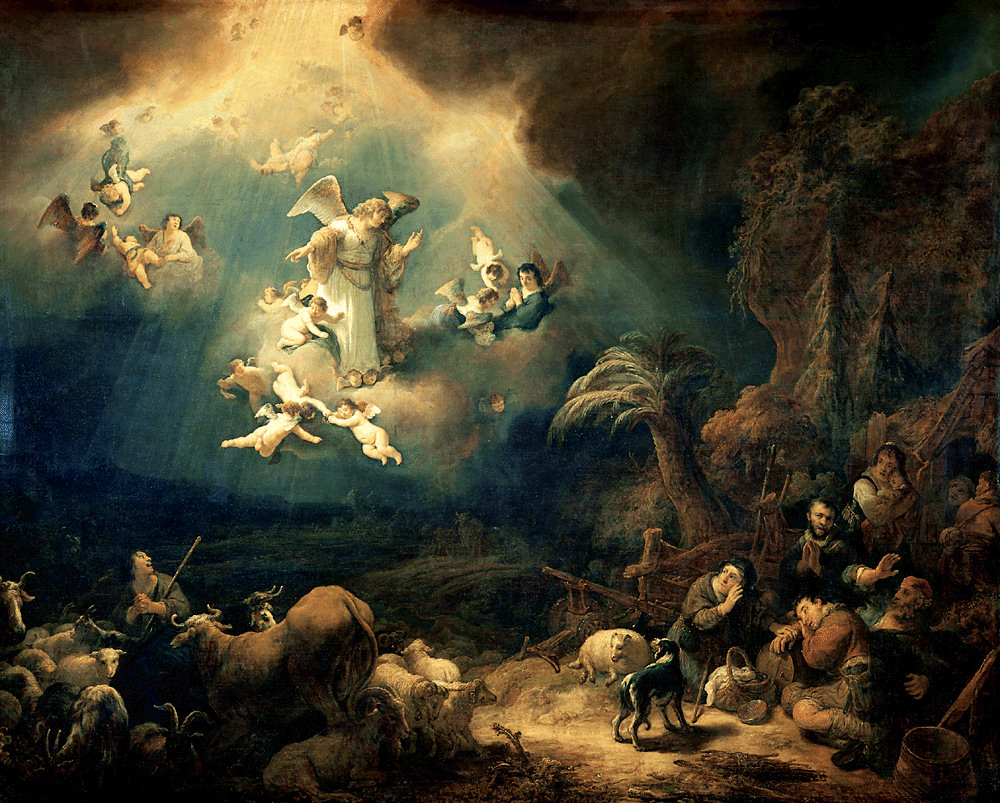
Anjos anunciando o nascimento de Jesus aos pastores (1639), Louvre
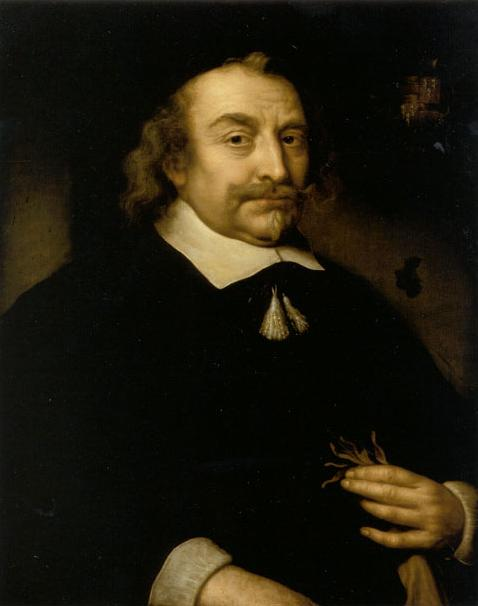
Retrato de Cornelis Bicker (1654)